# Myliusia verrucosa
Myliusia verrucosa är en svampdjursart som beskrevs av Isao Ijima 1927. Myliusia verrucosa ingår i släktet Myliusia och familjen Euretidae.
Artens utbredningsområde är havet kring Filippinerna. Inga underarter finns listade i Catalogue of Life.